# A. S. Franchini
A. S. Franchini (Porto Alegre a 24 de agosto de 1964) é um escritor e tradutor brasileiro famoso por suas obras sobre diversas mitologias, escritas em dupla com Carmen Seganfredo. Eles são responsáveis pela produção da maior série de contos mitológicos já lançados no Brasil.

## Obras do autor
Nota: as obras foram escritas em conjunto com Carmen Seganfredo.
| Ano  | Título                                                                     |
| 1998 | Irmãos Pitowkers                                                           |
| 2003 | As 100 Melhores Histórias da Mitologia                                     |
| 2003 | Em Mares Nunca Navegados                                                   |
| 2004 | As Melhores Histórias da Mitologia Nórdica                                 |
| 2005 | Deuses, Heróis & Monstros                                                  |
| 2005 | As 100 Melhores Histórias da Bíblia                                        |
| 2006 | O Anel dos Nibelungos                                                      |
| 2006 | Akhenaton e Nefertiti                                                      |
| 2006 | As Melhores Histórias da Mitologia Egípcia                                 |
| 2007 | Beowulf                                                                    |
| 2007 | A Quintessência do Desassossego (coletânea de citações de Fernando Pessoa) |
| 2008 | As Melhores Histórias da Mitologia Africana                                |
| 2008 | Gilgamesh                                                                  |
| 2008 | As Melhores Lendas Medievais                                               |

As 100 Melhores Lendas do Folclore Brasileiro

## Traduções
Nota: as obras foram feitas em conjunto com Carmen Seganfredo.
| Ano  | Título                       | Título Original            | Autor                  |
| 1999 | O Dicionário do Diabo        | The Devil's Dicionary      | Ambrose Bierce         |
| 1999 | Um Jardim de Poemas Infantis | A Child's Garden of Verses | Robert Louis Stevenson |
| 2005 | Um Conto de Natal            | A Christmas Tale           | Charles Dickens        |

## Principais prêmios
- “Prêmio Açorianos de Literatura - Autor Revelação em Literatura Adulta" (1999)